# لینکومایسین
لینکومایسین (به انگلیسی: Lincomycin) دارویی است که برای درمان عفونت‌های ناشی از میکروب‌های گرم مثبت مانند عفونت‌های دستگاه تنفس و مجاری ادرار، استئومیلیت، سپتیسمی، اوتیت، آرتریت‌های عفونی به کار برده می‌شود.